# Valnegra
Valnegra là một đô thị ở tỉnh Bergamo trong vùng Lombardia, có vị trí cách khoảng 70 km về phía đông bắc của Milano và khoảng 30 km về phía bắc của Bergamo. Tại thời điểm ngày 31 tháng 12 năm 2004, đô thị này có dân số 233 người và diện tích là 2,1 km².
Valnegra giáp các đô thị: Lenna, Moio de' Calvi, Piazza Brembana, Piazzolo.